# 曹公廟
曹公廟是位於臺灣高雄市鳳山區的一座廟宇，供奉對當地民生頗有貢獻的清朝臺灣府鳳山縣知縣曹謹，目前隸屬水利會管轄。該廟在1992年11月1日以前原稱曹公祠，據稱因玉皇上帝降旨而升格更名。清領時代原是在鳳儀書院建祠祭拜，日治時期才改於今址重建祠堂。廟前有曹公紀念亭與一座收有七座古碑的碑林。

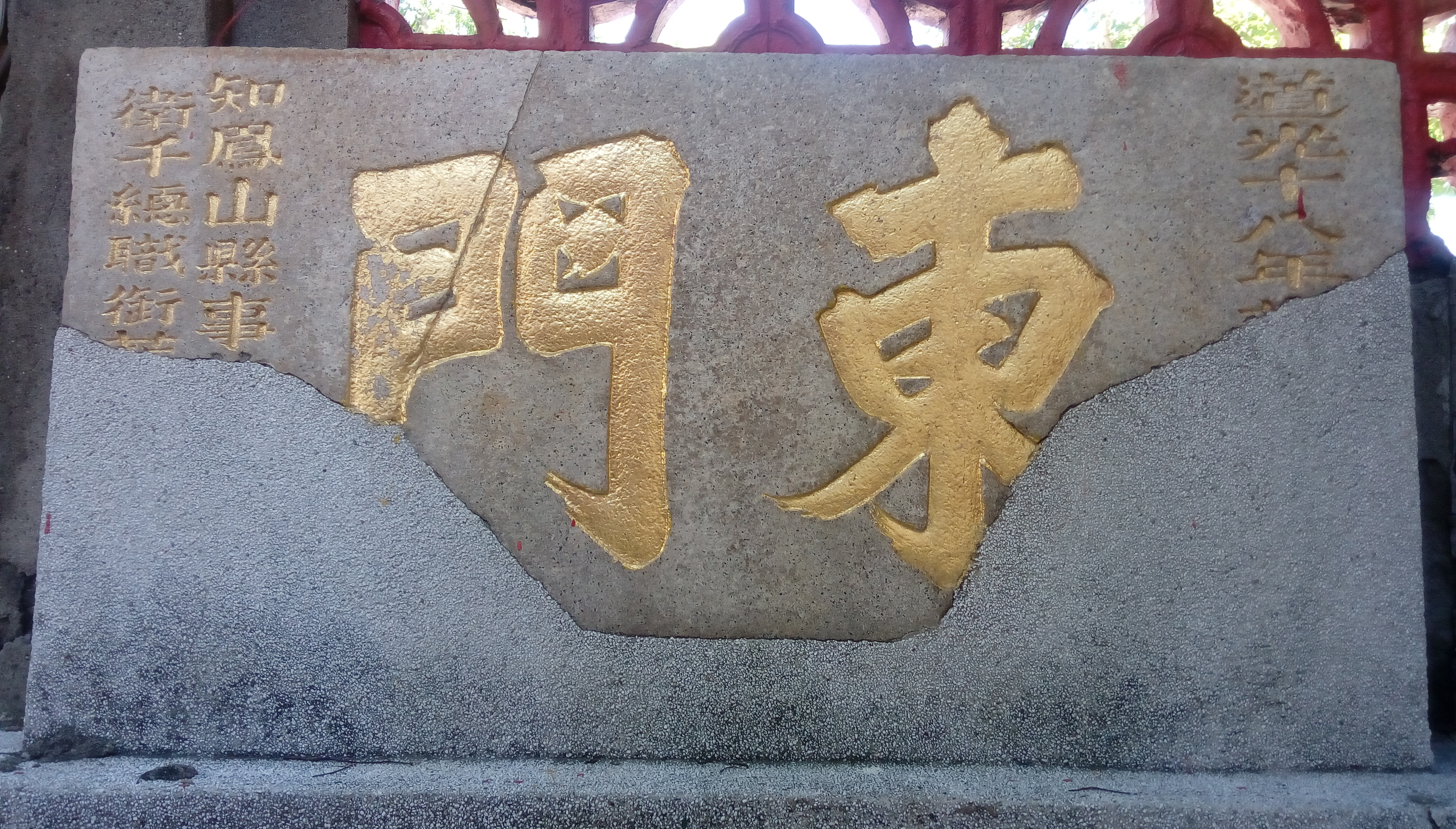
曹公廟廟埕旁鳳山新城東門門額

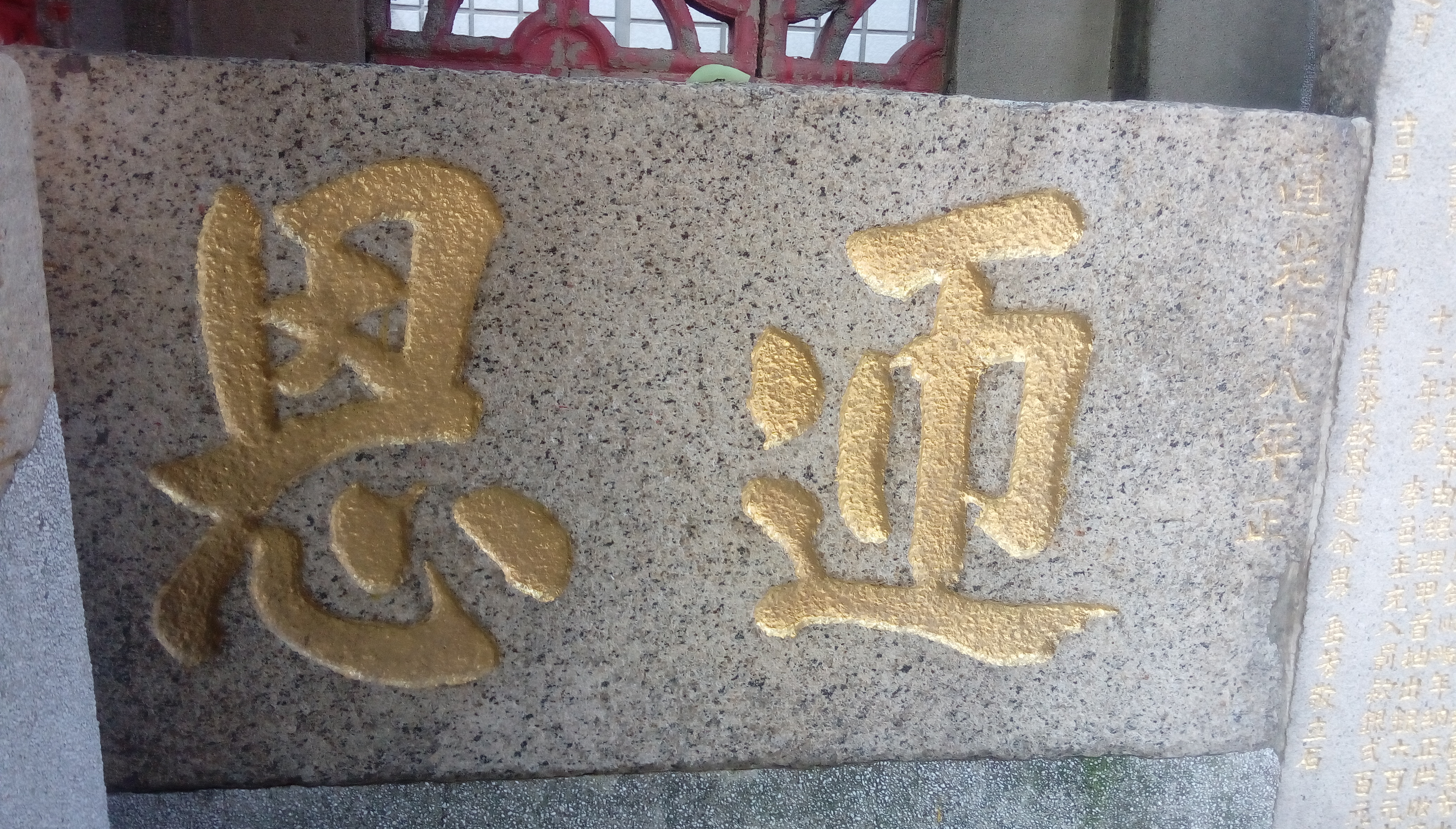
曹公廟廟埕旁門額

## 沿革
由於曹謹在任內留下了包含興建曹公圳等政績，鳳山縣民遂於鳳儀書院東側建祠，於其九月二十六誕辰時召戲班演戲、祭祀，此外並捐有「正德厚生」匾額於祠內。
進入臺灣日治時期後，由於鳳儀書院成為衛戍醫院分院，一般人無法進出，所以曹公祠因而傾圮。直到明治三十三年（1900年）臺灣總督兒玉源太郎出巡鳳山時因感佩曹謹功績，應鳳山耆老的請求，遂捐金500日圓，號召地方人士集資重修鳳儀書院內的曹公祠(今存門額)，並恢復曹公祠的祭祀。。十年之後曹公水利組合重建曹公祠於明治四十四年（1911年）8月10日完工，是由臺南廳土木係所設計，11月1日舉行落成典禮，遂改訂11月1日為曹公誕辰來祭祀。此外在大正二年（1913年）時，臺灣總督佐久間左馬太亦贈「曹公祠」一匾。
二次大戰後，曹公祠在民國八十一年（1992年）11月1日據說因玉帝降旨而更名為曹公廟，並開始立神像祭祀。民國八十七年（1998年）11月1日時，曹公神像曾出巡整個鳳山區。

## 建築和奉祀神明
曹公廟為二進建築，於正殿供奉曹公（曹謹）、註生娘娘與福德正神的神像。

## 圖片

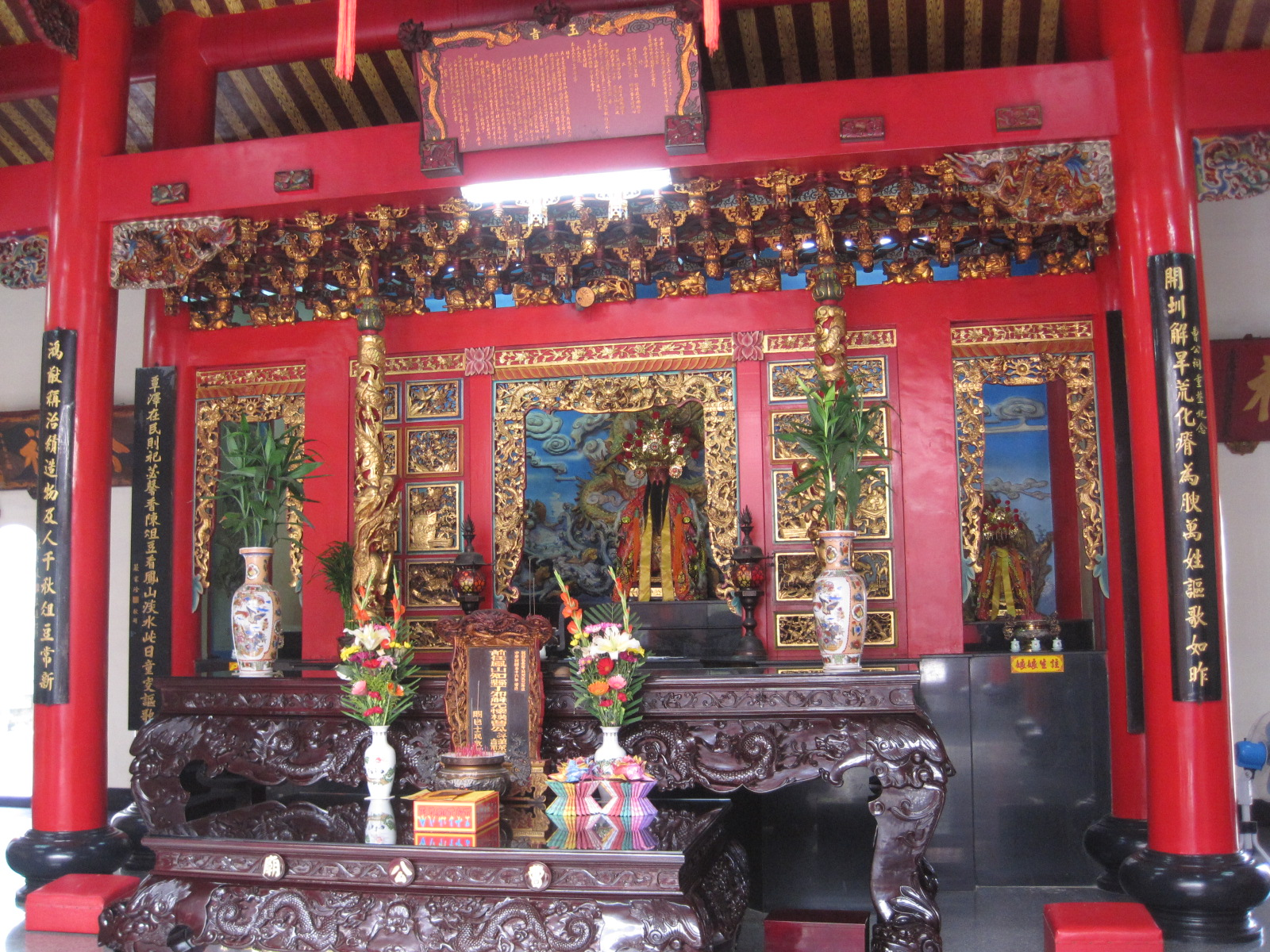
正殿。前方為曹公祿位，後方為曹公神像。
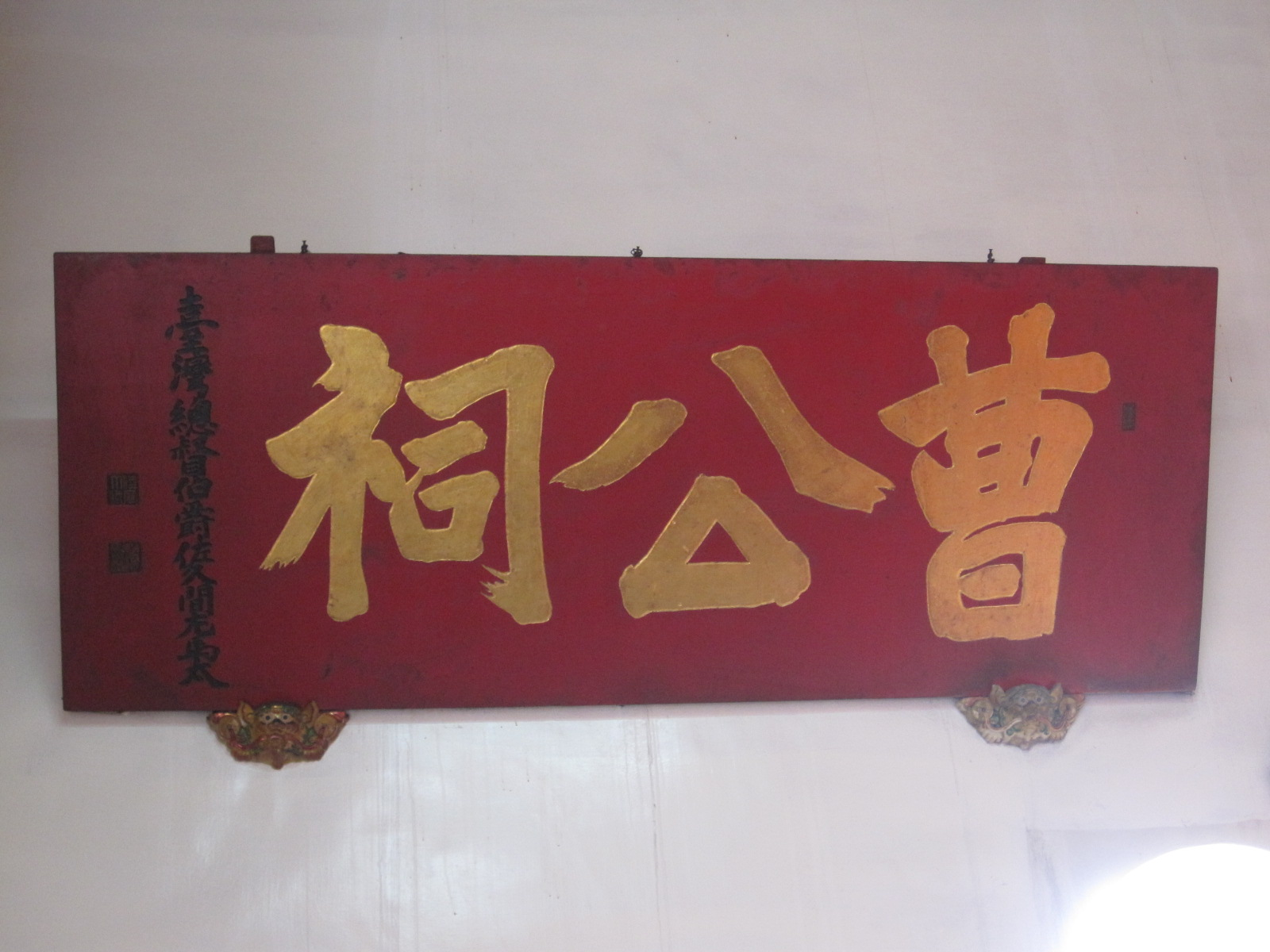
佐久間左馬太所贈的「曹公祠」匾額。
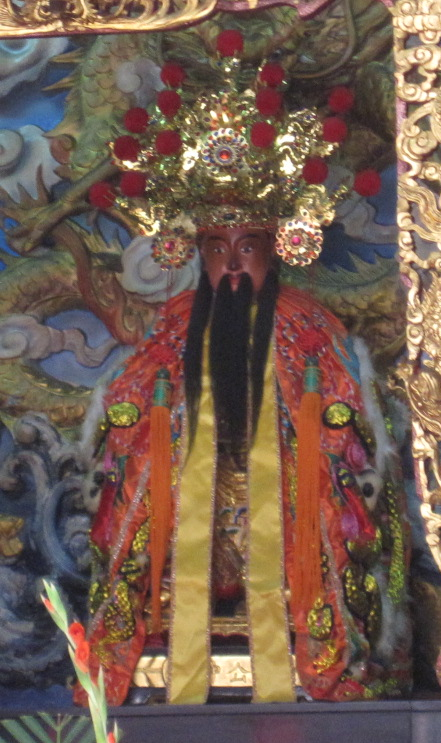
曹公廟內的曹謹神像。